# Nestor (Ljuberanskij)
Nestor (světským jménem: Andrej Ivanovič Ljuberanskij; * 16. srpna 1975, Ščolkovo) je ruský duchovní Ruské pravoslavné církve a biskup toljattinský a žigulevský.

## Život
Narodil se 16. srpna 1975 ve Ščolkovu.
Studoval na střední škole a Šcolkovském gymnáziu. Poté nastoupil na matematickou fakultu Moskevského pedagogického státního institutu.
Roku 1993 se stal pěvcem v chrámu Narození přesvaté Bohorodice ve vesnici Obrazcovo.
Od srpna 1997 byl učitelem Krasnoznamenské střední školy. Poté se stal regentem chrámu.
V letech 2001–2007 studoval v Nikolo-Ugrešském duchovním semináři.
Roku 2004 se připojil k vytvoření webových stránek Nikolo-Ugrešského monastýru a semináře. Zasloužil se také o zřízení vydavatelství monastýru.
V březnu 2006 se stal poslušníkem Nikolo-Ugrešského monastýru a vedoucím nakladatelství monastýru.
Dne 17. března 2007 byl biskupem ljubereckým Veniaminem (Zaryckým) postřižen na monacha a přijal mnišské jméno Nestor na počest svatého Nestora Letopisce.
Od září 2006 do září 2008 přednášel v semináři.
Dne 5. dubna 2007 jej biskup Veniamin rukopoložil na hierodiakona.
Od září 2009 do května 2010 byl v penzenské eparchii sekretářem biskupa Veniamina.
Dne 8. července 2010 byl přijat do kléru penzenské eparchie a podvorje Proměnění Páně v Penze. Dne 26. července 2010 bylo podvorje přeměněno na monastýr.
Dne 12. července 2010 byl biskupem Veniaminem rukopoložen na jeromonacha.
Dne 18. srpna 2010 se stal zástupcem představeného monastýru Proměnění Páně.
Dne 11. listopadu 2010 byl jmenován předsedou vydavatelského oddělení penzenské eparchie a hlavním redaktorem měsíčníku "Penzenskie eparchialnyje vědomosti" a časopisu "Penzenskyj pravoslavnyj sobesednik".
Dne 8. dubna 2011 byl jmenován představeným monastýru Proměnění Páně s povýšením na igumena.
Dne 12. března 2012 se stal představeným Tichvinského skitu monastýru Proměnění Páně.
Od srpna 2012 do prosince 2013 působil jako předseda eparchiálního soudu. Dne 10. ledna 2013 byl jmenován blagočinným monastýrů eparchie.
Dne 19. března 2014 jej Svatý synod zvolil biskupem kuzněckým a nikolským.
Dne 12. dubna 2014 byl oficiálně jmenován biskupem a 18. května proběhla v chrámu Pokrova přesvaté Bohorodice monastýru svaté Marty a Marie jeho biskupská chirotonie. Světiteli byli patriarcha moskevský Kirill, metropolita krutický a kolomenský Juvenalij (Pojarkov), metropolita minský a slucký Pavel (Ponomarjov), metropolita rjazaňský a michajlovský Veniamin (Zaryckyj), metropolita penzenský a nižnělomovský Serafim (Domnin), biskup solněčnogorský Sergij (Čašin), biskup orechovo-zujevský Panteleimon (Šatov), biskup serdobský a spasský Mitrofan (Serjogin) a biskup kamenský a alapajevský Mefodij (Kondratěv).
Dne 25. prosince 2014 byl osvobozen od funkce představeného monastýru.
Dne 9. července 2019 byl ustanoven biskupem toljattinským a žigulevským.
Dne 29. října 2019 byl potvrzen ve funkci archimandrity monastýru Vzkříšení Krista v Toljatti.